# Jorge Solari
Jorge Raúl Solari (ur. 11 listopada 1941 w Rosario) – argentyński piłkarz i trener piłkarski. Jako zawodnik przez większą część kariery występował w barwach River Plate. Z reprezentacją Argentyny brał udział w Mundialu 1966.
W 1974 roku wyjechał do Meksyku, gdzie rozpoczął pracę szkoleniową. Po niedługiej przygodzie z klubami kolumbijskimi pod koniec lat 70. powrócił do Argentyny, gdzie prowadził m.in. CA Vélez Sarsfield i Club Atlético Newell’s Old Boys. Ponadto przez lata (1990–1992) był szkoleniowcem hiszpańskiej CD Tenerife.
Na początku 1994 roku został selekcjonerem reprezentacji Arabii Saudyjskiej, która za kilka miesięcy miała zadebiutował w finałach mistrzostw świata. Na Mundialu 1994 podopieczni Solariego niespodziewanie wygrali z Marokiem (2:1) i Belgią (1:0), i z drugiego miejsca w grupie awansowali do drugiej rundy, w której ulegli przyszłym brązowym medalistom turnieju Szwedom (1:3). 1/8 finału mistrzostw świata to największy, do dziś niepobity sukces piłki saudyjskiej.

## Dodatkowe informacje
Pochodzi ze sportowej rodziny. Jego brat Eduardo był piłkarzem. Podobnie jak bratanek Santiago Solari oraz zięć Fernando Redondo.